# Porphyrion (grammairien)
Pour les articles homonymes, voir Porphyrion (homonymie).
Pomponius Porphyrio (ou Pomponius Porphyrion, en français Porphyrion) était un grammairien latin, commentateur d'Horace, peut-être natif d'Afrique, qui florissait au IIe siècle apr. J.-C. (beaucoup plus tard selon certains).
Ses scholia sur Horace, qu'on a conservées, consistent principalement en explications rhétoriques et grammaticales. Nous ne possédons probablement pas l'ouvrage original, qui doit avoir subi des altérations et des interpolations de la main des copistes médiévaux, mais dans l'ensemble, les scholia apportent une aide appréciable à l'étude d'Horace.

## Éditions
- W. Meyer (1874);
- A. Holder (1894);
- Bibliotheca Teubneriana Latina (BTL) 3, Éditeur : Centre "Traditio Litterarum Occidentalium" Turnhout, Munich (K.G. Saur) 2004,  (ISBN 3-598-40834-X)

## Travaux
- C. F. Urba, Meletemata porphyrionea, 1885;
- E. Schweikert, De Porphyrionis ... scholiis Horatianis, 1865;
- F. Pauly, Quaestiones criticae de ... Porphyrionis commentariis Horatianis, 1858[1].